# ريفولوسيون ناسيونال (فرنسا)

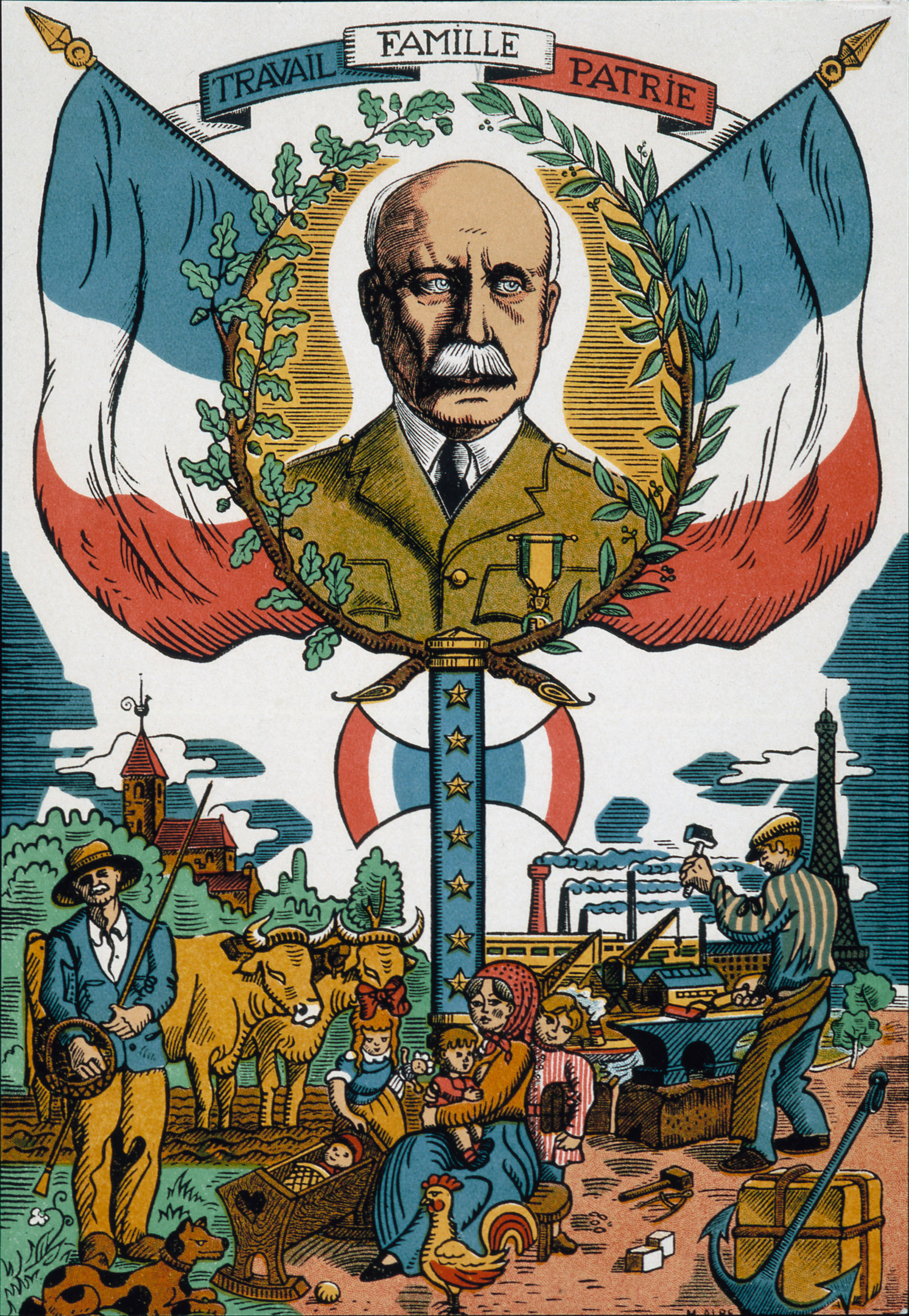
لوحة دعائية للثورة الوطنية (ريفولوسيون ناسيونال) تروج لتقديس فليب بيتان، 1942

كانت ريفولوسيون ناسيونال (بالفرنسية: Révolution nationale، ترجمة حرفية: الثورة الوطنية) هي البرنامَج الأيديولوجي الرسمي المروج له من قبل نظام فيشي (فرنسا الفيشية) عام 1940 بقيادة المارشال فيليب بيتان.

## إديولوجية
كانت أيديولوجية الدولة الفرنسية (فرنسا الفيشية) تكييف لأفكار اليمين المتطرف الفرنسي (بما في ذلك الملكيانية وتكاملية شارل موراس) من قبل حكومة الأزمة التي كانت دولة عميلة، ولدت بعد هزيمة فرنسا ضد النازيين. وكانت تتضمن :
- دستور جديد أعطى صلاحيات وسلطات أكبر للمارشال بيتان وللحكومة التي شكلها، مما أدى إلى تداخل بين السلطات التشريعية والتنفيذية. كان لبيتان القدرة على صياغة دستور جديد واتخاذ قرارات تشريعية وتنفيذية بمفرده، وهذا أعطاه سلطة مطلقة دون تدخل من الجهات الأخرى. وقد منحت له أيضًا صلاحية تعيين الوزراء وتشكيل الحكومة وإصدار التشريعات وتطبيق السياسات العامة بصورة غير محدودة، مما أدى إلى ترسيخ السلطة في يديه وتقوية قبضته على الحكم.[1]